# آرژانتین (رودخانه)
آرژانتین (به انگلیسی: Argentina)، رودی ایتالیایی در استان ایمپریا است.

## جغرافیا
سرچشمه آن نزدیک مرز فرانسه است. این رد از تریورا گذشته و قبل از تخلیه شدن در دریای لیگوریا در نزدیکی تاجا، به سمت جنوب جریان می یابد.

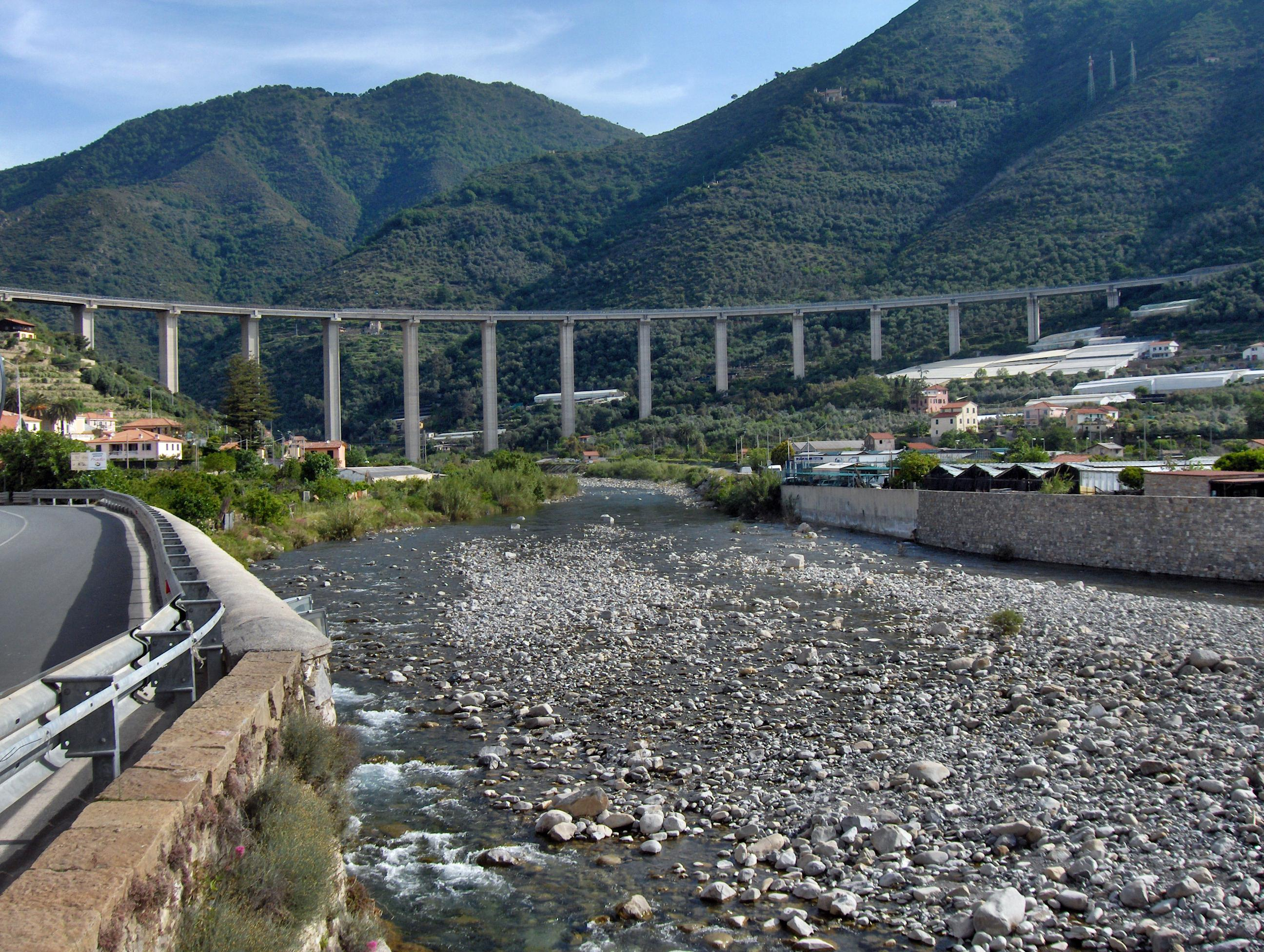
پل ماشین‌رو روی رودخانه آرژانتین